# Adriaen Pauw (1622-1697)

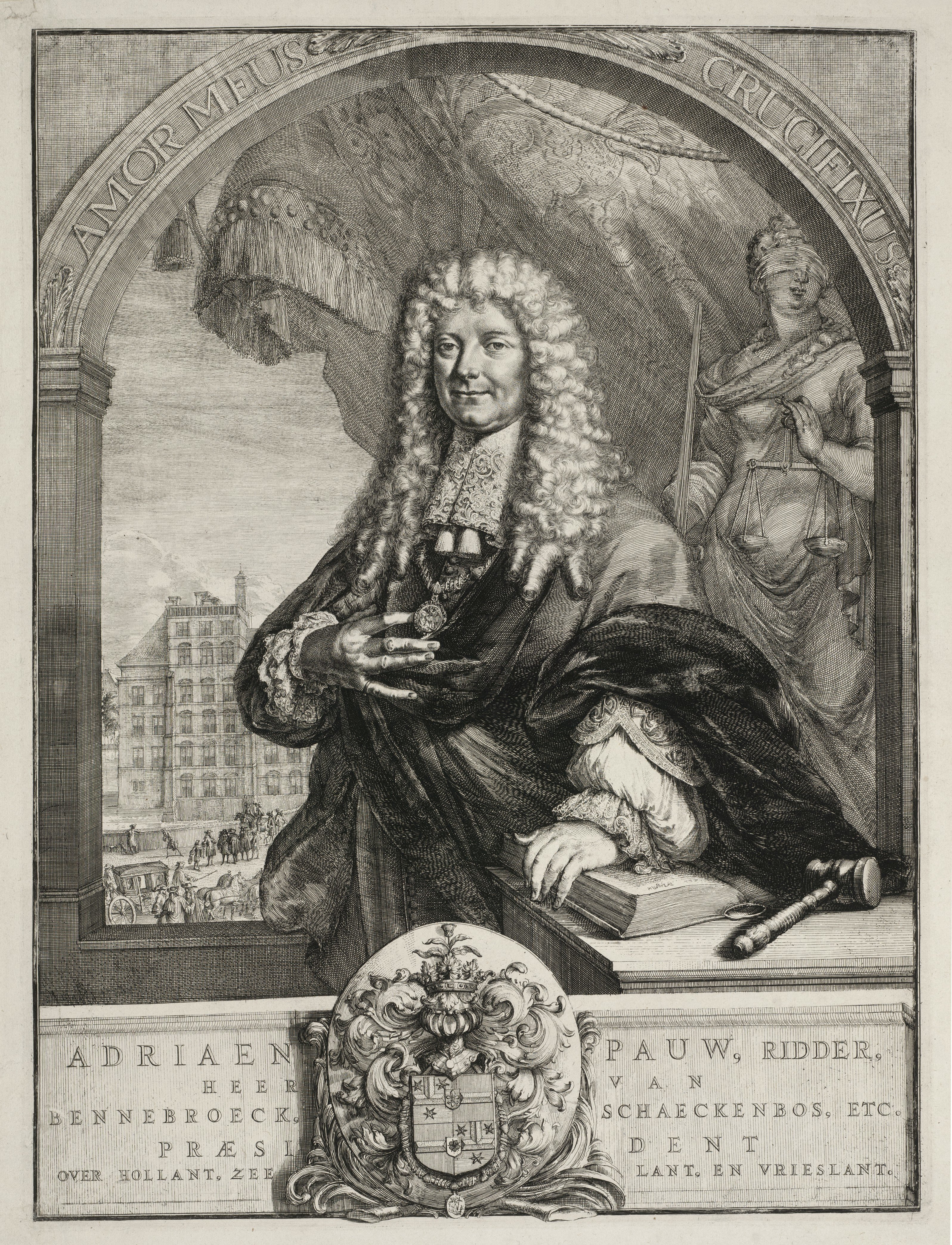
Adriaen Pauw

Adriaen Pauw, ridder van St. Michiel, heer van Heemstede, Rietwijk en Rietwijkeroord (Amsterdam, 24 maart 1622 - Den Haag, 12 januari 1697) was president van het Hof van Holland tijdens de strafzaak tegen onder andere Cornelis de Witt. Hij stamde uit het oorspronkelijk Goudse patriciërgeslacht Pauw.

## Jeugd, familie en opleiding

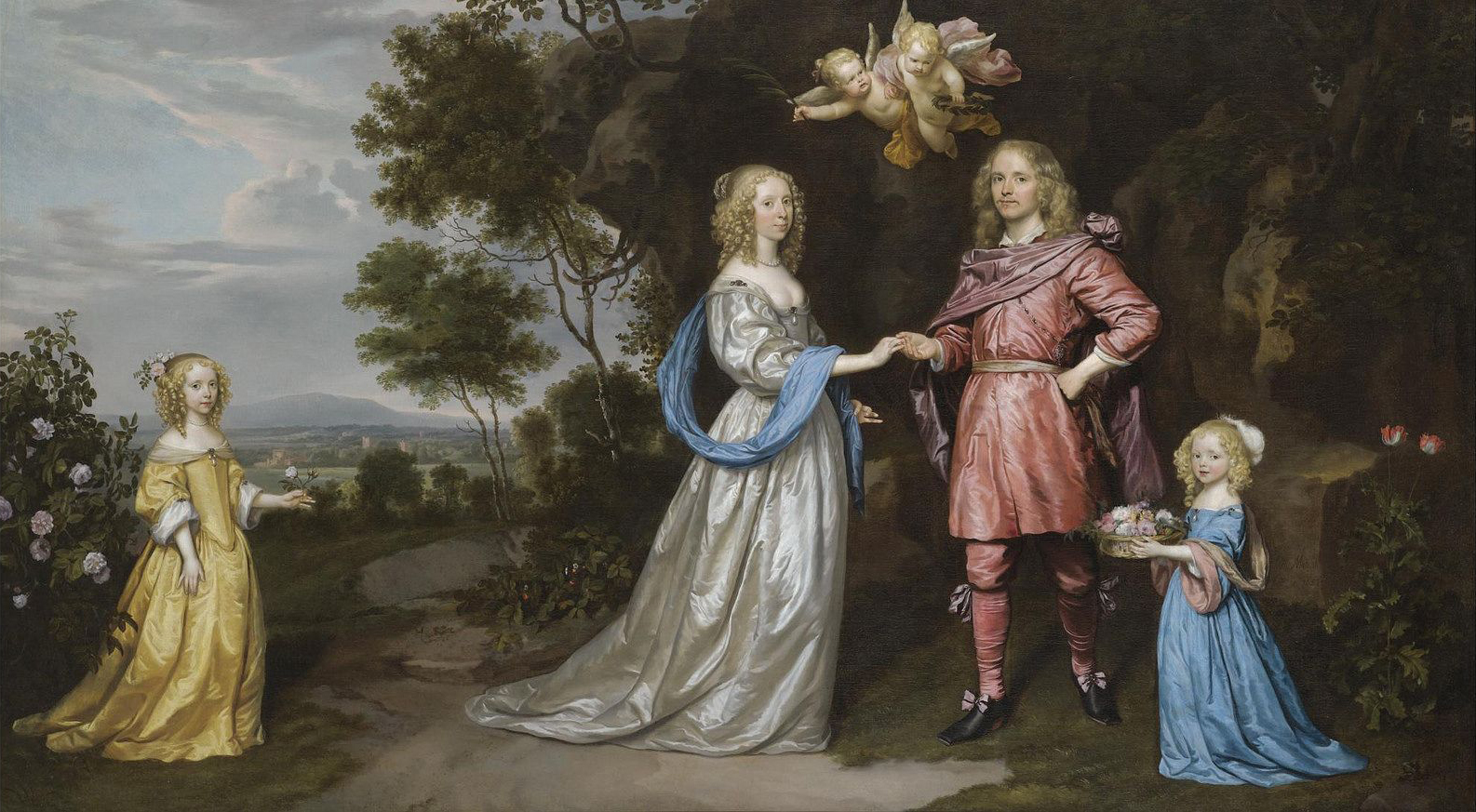
Adriaen Pauw met vrouw en kinderen

Als hij vijf jaar is, verhuizen zijn ouders naar de Herengracht in Den Haag. Als hij veertien is gaat hij filosofie studeren in Leiden en vijf jaar later begint hij daar met zijn rechtenstudie. In Leiden kent hij de staatsgezinde gebroeders Cornelis en Johan de Witt. Johan volgt de vader van Adriaen na diens overlijden op in de Staten. 

In 1642 promoveert Adriaen Pauw, en wordt hij als advocaat beëdigd voor het Hof van Holland. 

In 1644 trouwt hij met zijn nicht Cornelia Pauw (1626-1692), dochter van zijn grootvader Reinier Adriaensz Pauw. Van hun zes kinderen wordt slechts één dochter volwassen. 

In 1652 wordt hij benoemd tot raadsheer in het Hof van Holland. In 1670 wordt hij president van het Hof. Zo blijft hij meer dan 40 jaren aan het Hof verbonden.

## Het rampjaar 1672

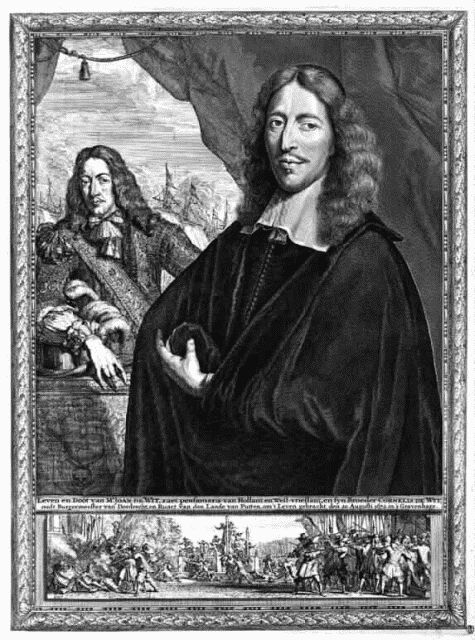
Gebroeders de Witt

Kort nadat hij president wordt, komt de moeilijkste zaak van zijn loopbaan voor, de zaak van de aanklacht van Willem Tichelaar tegen Cornelis de Witt. Cornelis wordt gevangengenomen en in de Gevangenpoort opgesloten. Hij wordt op 20 augustus 1672 vrijgesproken, maar uit al zijn ambten ontslagen wegens leugens tijdens het verhoor. 

Als Johan de Witt zijn broer bij de Gevangenpoort komt ophalen, slepen enkele schutters de gebroeders naar buiten, waar ze vermoord worden.

## Familie Pauw
Adriaens overgrootvader Adriaen Reiniersz Pauw (1516-1578) verhuist van Gouda naar Amsterdam en handelt in granen. Hij is agent van de Deense koning en heeft toegang tot de havens aan de Oostzee. Als een van de opperkapiteins van de Amsterdamse schutters moest hij in 1568 vluchten voor de hertog van Alva en ging naar Emden en Hamburg. Tien jaar later komt hij terug en wordt hij gekozen tot lid van de vroedschap en schepen. 

Adriaens grootvader, Reinier Pauw (1564-1636), handelt niet alleen in graan maar ook in hout. Hij is ook een van de eerste bewindhebbers van de VOC en lid van de vroedschap in Amsterdam, net als zijn vader. Hij wordt gekozen tot burgemeester van Amsterdam en tot gedeputeerde in de Staten-Generaal, en is aanhanger van Prins Maurits. 

In 1619 wordt hij als rechter aangewezen in de zaak tegen Johan van Oldenbarnevelt en Hugo de Groot. In 1622 wordt hij niet meer tot burgemeester van Amsterdam herkozen. Hij is een van de rijkste Amsterdammers in die tijd.

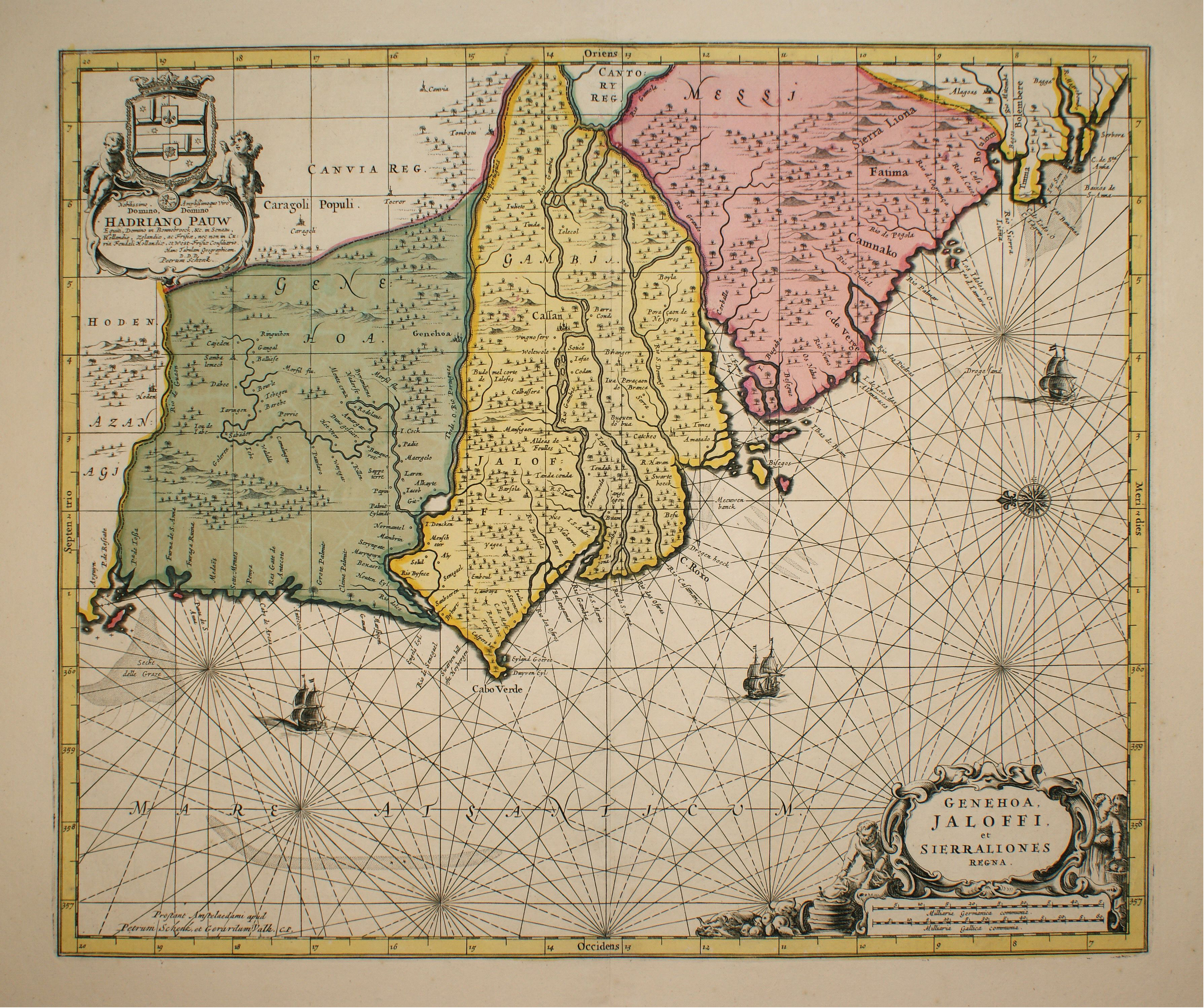
Het Westafrikaanse Senegambia, Guinee-Bissau, Guinee en Sierra Leone rond 1670 met het slaveneiland Goeree op de meest westelijke punt
op initiatief (?) van A. Pauw, heruitgegeven door P Schenk & G Valk

Adriaens vader, Adriaan Pauw (1585-1653), wordt in 1611 raadspensionaris van Amsterdam en bewindhebber van de VOC. Bovendien is hij curator van de Leidse Universiteit en Heer van Heemstede. In 1627 wordt hij door de Staten van Holland benoemd tot raad en rekenmeester van de domeinen. Het gezin heeft 5 zonen, verhuist naar Den Haag en gaat aan de Herengracht wonen. In 1631 wordt hij gekozen tot raadspensionaris van Holland. Van 1646-1648 is hij hoofdonderhandelaar namens de republiek bij de onderhandelingen voor de Vrede van Münster. In 1651 wordt hij weer raadspensionaris hetgeen hij tot zijn overlijden blijft.

## Trivia
- Adriaen Pauw is in Bennebroek begraven.
- Hij bezat een hofstede, ten zuiden van de Hartekamp